# Dwight Howard
Dwight Howard (n. 8 decembrie 1985, Atlanta, Georgia, SUA) este un baschetbalist american care evoluează pentru Taoyuan Leopards în Taiwan. A debutat în NBA pentru Orlando Magic. El este unul dintre cei mai buni apărători din istoria NBA-ului, fiind ales jucătorul defensiv al anului de trei ori (în 2009, 2010 și 2011). În toată istoria competiției, numai Dikembe Mutombo și Ben Wallace dețin mai multe titluri (patru). Howard a fost și cel mai bun recuperator în cinci sezoane și liderul block-urilor în două sezoane. A jucat în All-Star pentru opt ani consecutivi (2007–2014).